# Pharmazeutische Biologie
Die Pharmazeutische Biologie ist ein Teilgebiet der Pharmazie (bzw. der Biologie), das sich mit der lebenden Zelle als kleinste Produktionseinheit von Naturstoffen (biogene Arzneistoffe) und abgeleiteter chemischer Stoffe sowie ihrer pharmakologischen und toxikologischen Wirkung befasst. Neben den bekannten Heilpflanzen werden in der Pharmazeutischen Biologie auch Mikroorganismen und zellfreie Systeme (z. B. Enzyme) sowie deren Naturstoffe untersucht. Weitere Teilgebiete der Pharmazeutischen Biologie sind
- Pharmakognosie
- Pflanzenchemie
- Phytotherapie
- Naturstoffchemie
- Naturstoffanalytik
- Pharmazeutische Biotechnologie